# Il bandito
Il bandito è un film del 1946 diretto da Alberto Lattuada.
Il film fu presentato in concorso alla 1ª edizione del Festival di Cannes.

## Trama
Dopo anni di guerra e dopo la prigionia in Germania, Ernesto fa ritorno in Italia, a Torino, e ritrova una città devastata: la sua casa non c'è più, la madre e, da quanto apprende, anche la sorella Maria sono morte. Avvilito, senza casa né lavoro, incontra per la sua strada più egoismo ed indifferenza che aiuto. L'unica consolazione è scrivere al fraterno amico Carlo, con cui ha condiviso i giorni di prigionia, e alla figlia di lui, Rosetta, che lo considera uno zio acquisito.
Per le strade d'una Torino notturna, spettrali e trafficate da faccendieri d'ogni sorta, Ernesto nota una bella ragazza e decide di seguirla: poco dopo si ritrova in un bordello e scopre che la donna che aveva seguito è la sorella Maria che credeva morta, e che si è data alla prostituzione con il nome di Iris. Sconvolto, vorrebbe portarla via con sé, ma i due s'imbattono nel tenutario del bordello con cui nasce una violenta colluttazione. Un colpo di pistola accidentale colpisce mortalmente Maria. Ernesto, preso dall'ira, reagisce uccidendo l'uomo e diventando così un bandito tallonato dalle forze dell'ordine.
In fuga e ferito, sfugge per poco alla cattura, trovando nascondiglio nella casa di Lidia, una cinica e procace donna di mondo incontrata qualche ora prima per consegnarle una borsetta con soldi e documenti che aveva smarrito. Ernesto diventa l'amante e il complice della donna e viene reclutato come membro della banda criminale di cui ella è a capo insieme a Mirko, l'altro amante. Inizia così una vita di rapine e delitti, ma anche di momenti di umanità, che porteranno Ernesto a donare ai poveri il bottino di una rapina effettuata durante il veglione di capodanno e ad inviare regali a Carlo e Rosetta.
Nel tentativo di fuggire oltre confine, la banda viene tradita da Lidia, e si ritrova accerchiata dai carabinieri. I malviventi abbandonano la loro automobile e ne assaltano un'altra, uccidendo il conducente. Ernesto riconosce nella bimba svenuta, seduta nel posto del passeggero, la "nipotina" Rosetta. Decide di rinunciare a fuggire coi complici per riaccompagnare a casa la bambina, ma preferisce non rivelarsi come lo "zio" Ernesto, vista la sua condizione di bandito. In prossimità della casa, si congeda dalla bambina e, mentre si sta allontanando, viene sorpreso e ucciso dai carabinieri. Dopodiché anche Carlo, accorso sul posto, rivede per l'ultima volta il volto di quell'amico reduce, divenuto sì un bandito, ma pur sempre con un cuore d'oro.

## Distribuzione
Il film venne distribuito nel circuito cinematografico italiano il 5 ottobre 1946.

## Accoglienza
Il film registrò 184.000.000 di lire dell'epoca d'introito, risultando il terzo incasso dell'anno in Italia, preceduto solo dal melò musicale Rigoletto di Carmine Gallone e dallo storico-avventuroso Aquila nera di Riccardo Freda.

## Riconoscimenti
- Nastro d'Argento al migliore attore protagonista 1947 ad Amedeo Nazzari